# Shrewsbury (Vermont)
Shrewsbury ist eine Town im Rutland County des Bundesstaates Vermont in den Vereinigten Staaten mit 1096 Einwohnern (laut Volkszählung von 2020).

## Geografie

### Geografische Lage
Shrewsbury liegt zentral im Osten des Rutland Countys, in den Green Mountains. Der Mill River fließt in nordwestlicher Richtung durch den Süd-Westen der Town und der Cold River, beides Zuflüsse des Otter Creeks im Nord-Osten ebenfalls in nordwestlicher Richtung. Der Spring Lake im Süd-Westen ist der größte See auf dem Gebiet der Town und die höchste Erhebung ist der 1122 m hohe Shrewsbury Peak, eine der höchsten Erhebungen der Green Mountains, welcher sich im Coolidge State Forest im Norden der Town befindet.

### Nachbargemeinden
Alle Entfernungen sind als Luftlinien zwischen den offiziellen Koordinaten der Orte aus der Volkszählung 2010 angegeben.
- Norden: Mendon, 6,3 km
- Osten: Plymouth, 17,4 km
- Südosten: Mount Holly, 6,7 km
- Südwesten: Wallingford, 10,5 km
- Westen: Clarendon, 14,3 km
- Nordwesten: West Rutland, 11,3 km

### Stadtgliederung
In Shrewsbury gibt es neben dem Village Cuttingsville im Südwesten der Town, die Hamlets Shrewsbury im Zentrum und North Shrewsbury im Osten.

### Klima
Die mittlere Durchschnittstemperatur in Shrewsbury liegt zwischen −7,2 °C (19 °Fahrenheit) im Januar und 20,6 °C (69 °Fahrenheit) im Juli. Damit ist der Ort gegenüber dem langjährigen Mittel der USA um etwa 9 Grad kühler. Die Schneefälle zwischen Mitte Oktober und Mitte Mai liegen mit mehr als zwei Metern etwa doppelt so hoch wie die mittlere Schneehöhe in den USA. Die tägliche Sonnenscheindauer liegt am unteren Rand des Wertespektrums der USA, zwischen September und Mitte Dezember sogar deutlich darunter.

## Geschichte
Shrewsbury wurde am 4. September 1761 als Grant durch Benning Wentworth gegründet. Den Grant bekam Samuel Ashley und 63 weitere Siedler, von denen sich jedoch nur einer in der Town niederließ. Die Town organisierte sich erst im Jahr 1781. Wirtschaftliche Grundlage der ersten Siedler war der fruchtbare, leicht lehmige Boden. Auf ihm wachsen Gras, Weizen, Hafer und Kartoffeln. Auch eine große Molkerei, die Shrewsbury Butter herstellte, war für Qualität bekannt. Holz war mit Buche, Birke, Ahorn, Schierling und Fichte ein Exportartikel.
Durch den Anschluss Cuttingsvilles, einem Village in der Town Shrewsbury, an die Central Vermont Railroad erlebte die Town einen wirtschaftlichen Aufschwung. In Cuttingsville gab es eine Kirche, ein Hotel, zwei Läden, eine Kornmühle und ein Sägewerk, zwei Schmiedegeschäfte, ein Gurtgeschäft, ein Schuhgeschäft und eine Schneiderei.
Im südlichen Teil der Green Mountains wurde Kupfer am Copperas Hill gefunden. Abgebaut wurde das Kupter durch die Green Mountain Manufacturing Co. Etwa 30 Personen waren hier beschäftigt. Die Mine ist aufgegeben, auch wenn sich noch große Mengen Kupfer hier befinden. Das seltene Mineral Pigeonit findet sich ebenfalls in Shrewsbury.

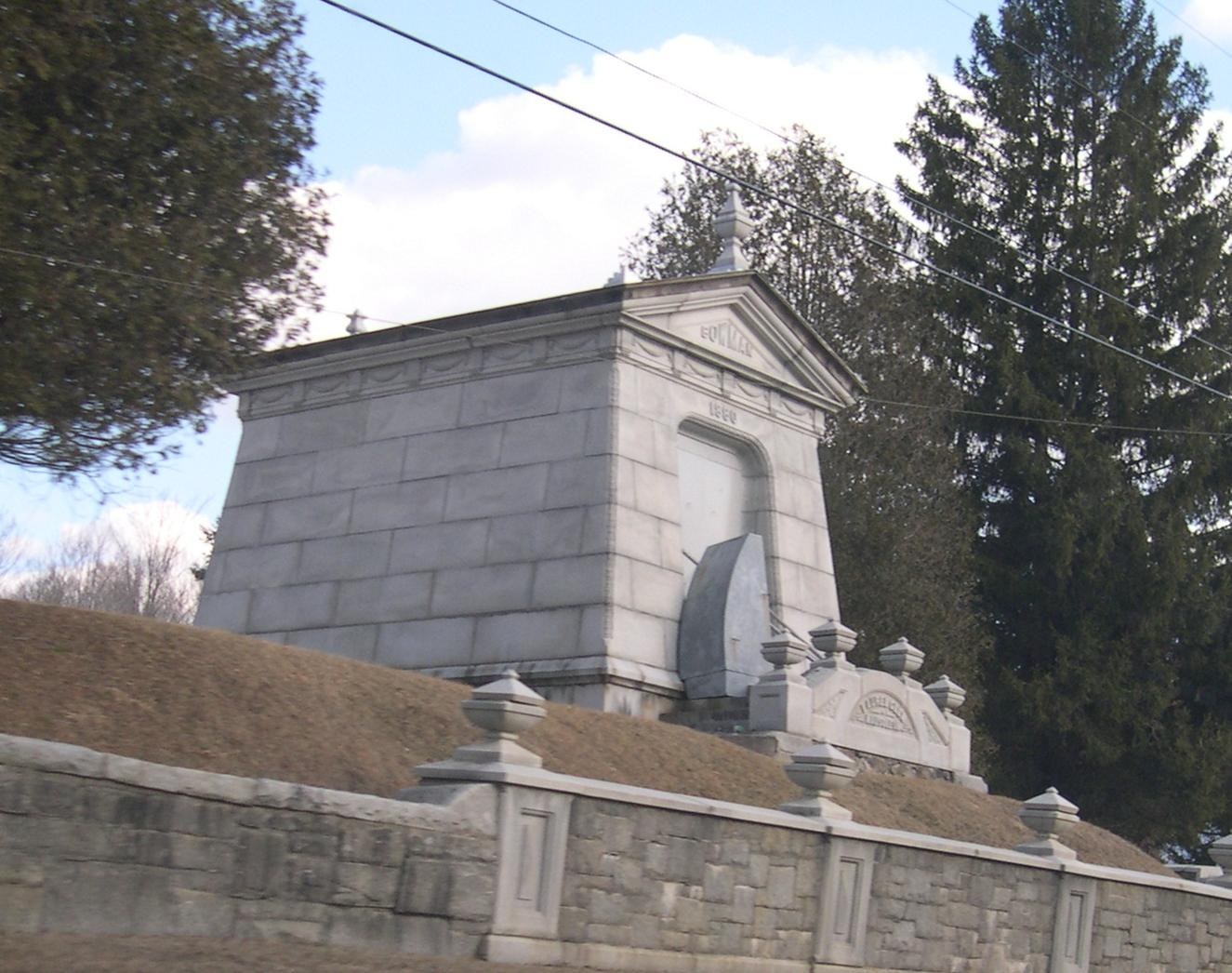
Laurel Glen Mausoleum

Das denkmalgeschützte Anwesen Laurel Hall mit dem Laurel Glen Cemetery und dem Laurel Glen Mausoleum wurde von John P. Bowman aus Clarendon in Shrewsbury errichtet. Bowman, ein Geschäftsmann, der eine Gerberei und Lederwarenfabrik aufgebaut hatte, heiratete 1849 Jennie E. Gates. Das Paar hatte zwei Töchter, von denen eine im Alter von vier Monaten starb. Bowman war 1851 für Shrewsbury Abgeordneter im Repräsentantenhaus von Vermont. 1852 zog er nach Stony Creek, New York, wo er eine Gerberei kaufte. 1879 starb im Alter von 19 Jahren seine zweite Tochter Ella und ein Jahr später seine Frau Jennie. Bowman zog zurück nach Cuttingsville, kaufte dort Land und errichtete Laurel Hall, das Laurel Glen Mausoleum und den Friedhof. Im Mausoleum wurden seine Frau und seine zwei Töchter und nach seinem Tode auch er beigesetzt.

### Religionen
In Shrewsbury wurde die erste Kirche durch die Universalist Church of America im Jahr 1805 gebaut. Im Jahr 1822 wurde im Norden der Town eine Christian Church gegründet. 1840 wurde ein Meeting House für 300 Personen gebaut. In Cuttingsville gründete sich 1842 eine Union Church durch die Kongregationalistische Kirche und die Baptisten.

### Einwohnerentwicklung
| Jahr      | 1700  | 1710  | 1720  | 1730  | 1740  | 1750  | 1760  | 1770  | 1780  | 1790  |
| --------- | ----- | ----- | ----- | ----- | ----- | ----- | ----- | ----- | ----- | ----- |
| Einwohner |       |       |       |       |       |       |       |       |       | 383   |
| Jahr      | 1800  | 1810  | 1820  | 1830  | 1840  | 1850  | 1860  | 1870  | 1880  | 1890  |
| Einwohner | 748   | 990   | 1.148 | 1.289 | 1.218 | 1.268 | 1.175 | 1.145 | 1.235 | 974   |
| Jahr      | 1900  | 1910  | 1920  | 1930  | 1940  | 1950  | 1960  | 1970  | 1980  | 1990  |
| Einwohner | 935   | 751   | 620   | 540   | 537   | 464   | 445   | 570   | 866   | 1.107 |
| Jahr      | 2000  | 2010  | 2020  | 2030  | 2040  | 2050  | 2060  | 2070  | 2080  | 2090  |
| Einwohner | 1.108 | 1.056 | 1.026 |       |       |       |       |       |       |       |

## Kultur und Sehenswürdigkeiten

### Parks
Der Calvin Coolidge State Forest wurde 1925 auf dem Gebiet der Town Plymouth gegründet. Er umfasst 22.564 Acre (9131,3 Hektar) und erstreckt sich über die Towns Killington, Mendon und Shrewsbury im Rutland County und Bridgewater, Plymouth, Reading und Woodstock in Windsor County. Er liegt im Nordwesten von Shrewsbury und zieht sich über die Green Mountains bis nach Plymouth. Benannt wurde er nach dem in Plymouth geborenen Präsidenten Calvin Coolidge. Das Camp Calvin Coolidge im State Forest wurde im Jahr 1933 durch den Civilian Conservation Corps genannt CCC, als drittes Camp des CCCs errichtet. Das CCC legte zudem viele der Forstwege an und führte umfangreiche Wiederaufforstungsprojekte nach der Neuengland Flut im Jahr 1927 durch.

## Wirtschaft und Infrastruktur

### Verkehr
Die Vermont State Route 103 verläuft in nördlicher Richtung zentral durch den Süd-Westen der Town, von Mount Holly nach Clarendon, entlang des Creek Rivers, zudem die Bahnstrecke Bellows Falls–Burlington mit einer Haltestelle im Village Cuttingsville auf dem Gebiet der Town Shrewsbury.

### Öffentliche Einrichtungen
In Shrewsbury gibt es kein eigenes Krankenhaus. Das nächstgelegene Krankenhaus ist das Rutland Regional Medical Center in Rutland.

### Bildung
Shrewsbury gehört zum Mill River Union Unified School District. Dieser umfasst die Towns Clarendon, Shrewsbury, Tinmouth und Wallingford. In Shrewsbury befindet sich die Shrewsbury Mountain School mit etwa 80 Schülern.
Die Shrewsbury Library befindet sich im Cuttingsville Vermont Schoolhouse an der Main Street.

## Persönlichkeiten

### Söhne und Töchter der Stadt
- Darwin Abel Finney (1814–1868), Politiker
- Charles Herman Helmsing (1908–1993), römisch-katholischer Geistlicher, Bischof von Springfield-Cape Girardeau (1956–1962) und Kansas City-Saint Joseph (1962–1977)

### Persönlichkeiten, die vor Ort gewirkt haben
- Jim Jeffords (1934–2014), Politiker